# M/S Kung Carl Gustaf
M/S Kung Carl Gustaf är ett fartyg som 1892 levererades från Bergsunds mekaniska verkstad på Södermalm i Stockholm, då med namnet Götheborg, till Kungliga Lotsverket. Fartygets varvsnummer är 217. Skrovet är av stål.
Fartyget var ursprungligen utrustat med en ångmaskin tillverkad vid Bergsunds Mekaniska Verkstad. Kung Carl Gustaf köptes år 2005 av Skärgårdstrafik i Uppsala AB och trafikerar sommartid sträckan Uppsala-Skokloster.

## Historik
- 1892 – Fartyget levererades från Bergsunds mekaniska verkstad till Kungliga Lotsverket, västra lotsdistriktet i Göteborg där fartyget användes som lotschefsfartyg. Fartyget döptes till Götheborg.
- 1894 – Fartyget överfördes till Kalmar lotsdistrikt och döptes om till Kalmar.
- 1905 – Fartyget överfördes till nedre norra lotsdistriktet i Gävle, och döptes om till Gefle.
- 1907 – Fartyget döptes om till Gäfle.
- 1929 – Fartyget döptes om till Gefle.
- 1933 – Fartyget döptes om till Gävle.
- 1941 – Fartyget överfördes till Stockholm och döptes om till Argo. Fartyget användes där som ett reservfartyg.
- 16 mars 1949 – Fartyget köptes av Rederi AB Robur (Gösta Hörgren) i Stockholm.
- December 1949 – Fartyget såldes vidare för 17 000 kr till partrederiet K G Bertil Gunnarsson i Strängnäs, W Hollner och B Hultqvist i Stallarholmen. Fartyget byggdes om till passagerarfartyg vid Svenssons Mekaniska Verkstad i Strängnäs och döptes om till Stallarholmen.
- 1950 – Ägarna bildade Stallarholmens Rederi AB med säte i Stallarholmen.
- 19 maj 1950 – Fartyget gjorde sin premiärtur Strängnäs–Stallarholmen–Stockholm.
- 1951 – Fartyget motoriserades genom att en begagnad Bolinder råoljemotor om 220 hk installerades. Motorn hade tidigare använts i Karlskrona örlogsvarvs bogserbåt Kungsholmen.
- 1953 – Från maj månad var fartyget uthyrt till Herman Dysholm i Seskarö för att trafikera linjen Seskarö–Haparanda.
- December 1954 – Fartyget köptes av Hannes Sternbeck i Göteborg för 36 000 kr.
- December 1954 – Fartyget såldes vidare till Ångfartygs Aktiebolaget Göta Kanal för 36 000 kr. Fartyget renoverades under vintern och våren vid Bohus varv. Det försågs med ny inredning och fören byggdes om till en så kallad ”soft nose”. Fartyget döptes om till Athena.
- 1955 – Under juni sattes fartyget in på linjen Jönköping–Linköping.
- 1955 – Ny maskin installerades.
- 1956 – Fartyget sattes i trafik på Strömstad–Fredrikstad.
- Mars 1957 – Efter Ångfartygs Aktiebolaget Göta Kanals konkurs köptes fartyget för 150 000 kr av partrederiet Ankarlinjen med Bengt Nordell i Lidingö och hovrättsfiskal Alf Nordensson som ägare. Det döptes om till Götaland.
- Februari 1960 – Rederi AB Göta Kanal (Helge Källsson) i Lidköping köpte fartyget för 137 500 kr. Namnet Götaland behölls. Fartyget användes för dagskryssningar på Göta kanal.
- Maj 1963 – Fartyget sattes in på Strömstad–Halden på turist- och sightseeingkryssningar.
- Juni 1967 – Fartyget sattes in på linjen Höganäs–Gilleleje.
- Augusti  1969 – Fartyget köptes av verkstadsägaren Leif Carlsson i Göteborg för 90 000 kr.
- April 1976 – Fartyget köptes av Oskarshamns Rederi AB i Oskarshamn. Det döptes om till Blå Jungfrun. Tonnage angavs nu som 125/48 ton.
- December 1980 – Fartyget köptes av Rederi AB Karl XII i Rindö för 300 000 kr. Det döptes om till Karl Gustav.
- September 1980 – Fartyget döptes om till Kung Carl Gustaf.
- November 1983 – Fartyget köptes av Båtrestaurang G VII AB i Stockholm för 1 200 000 kr.
- 1984 – En ny maskin, en Volvo Penta TMD 121C diesel om 300 hk, installerades. Den gav fartyget en fart av 12 knop.
- 15 februari 1987 – Fartyget sjönk vid sin uppläggningsplats vid Gåshaga varv i Gåshaga på Lidingö.
- 26 februari 1987 – Fartyget bärgades.
- 19 mars 1987 – Fartyget såldes på exekutiv auktion. Det ropades in för 199 000 kr av Rederi AB Karl XII i Idre.
- 1990 – Fartygets hemmahamn ändrades till Stockholm.
- 1990 – Hälften av fartyget köptes för 559 000 kr av Skärgårdsbåtar AB i Stockholm.
- 1992 – Fartygets hemmahamn blev Uppsala.
- 1993 – Fartyget köptes av Optimal Rederi & Restaurang HB i Uppsala för 1 420 000 kr.
- 6 juli 1993 – Fartyget gick lätt på grund vid Stora Risten söder om ön Gräsö. Det drogs loss av Folke Östman från sjöräddningsstationen i Öregrund och fiskebåten Hemskär.
- 2004 – Optimal Rederi & Restaurang HB övertogs av Anders Månsson i Uppsala.
- 15 mars 2005 – Fartyget köptes av Skärgårdstrafik i Uppsala AB i Norrköping för 2 500 000 kr. Fartyget sattes i trafik från Uppsala.
- 23 maj 2008 – Vid ankomst till Skarholmen i Uppsala fungerade inte backslaget. Man körde på några stenar och passagerare föll omkull. En mindre brand, som släcktes av besättningen, utbröt i maskinrummet. Rökdykare från brandförsvaret upptäckte ytterligare två mindre bränder som släcktes. Fartyget hade drivit ut cirka 150 meter från land. Man lyckades återstarta maskinen och gå in till bryggan där passagerarna evakuerades. Vid tillfället fanns 67 passagerare och sex besättningsmän ombord. Fyra personer fördes till sjukhus med lättare rökskador.